# Firefly Alpha

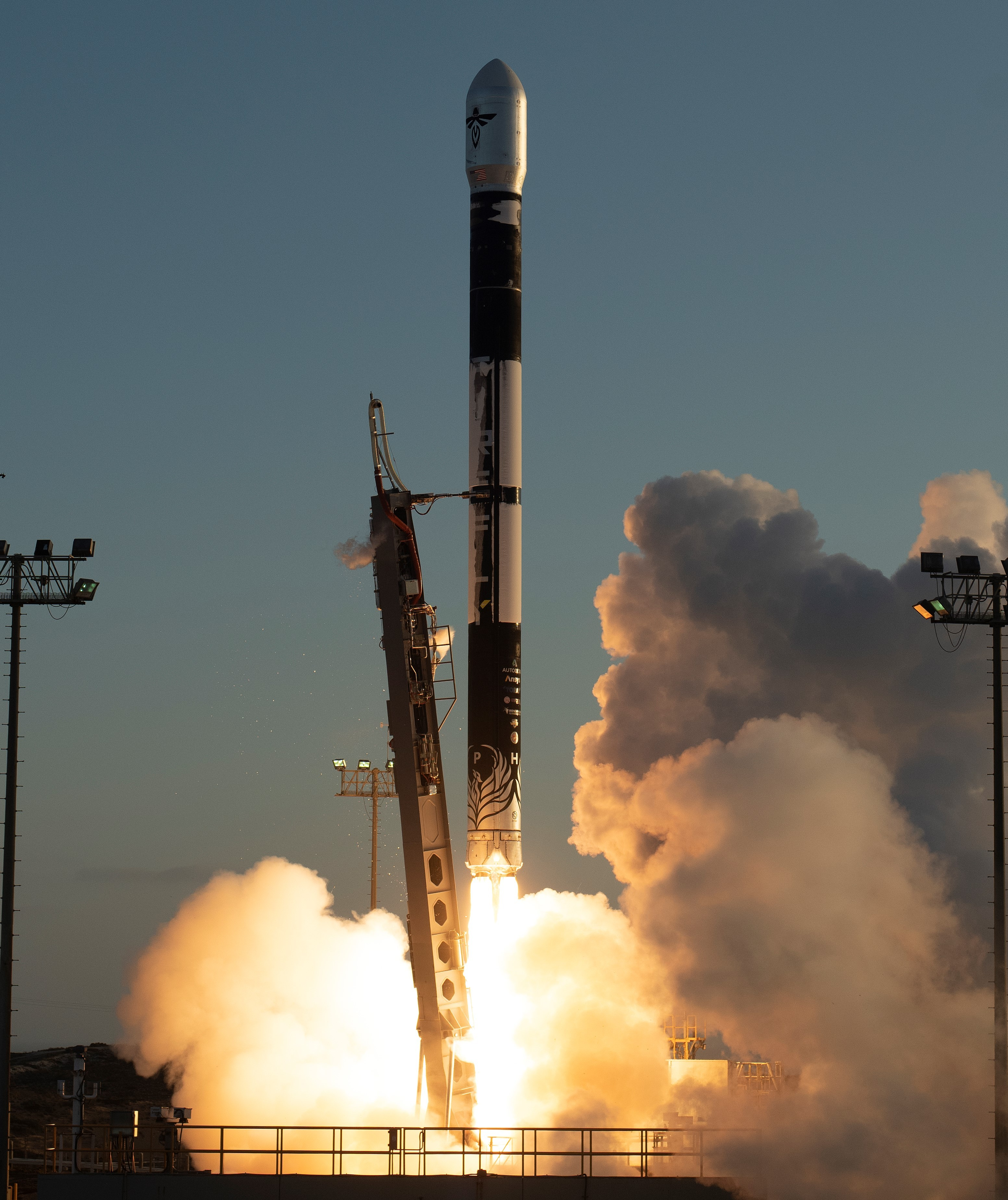
Primer llançament del Firefly Alpha, el 3 de setembre de 2021.

Firefly Alpha (Firefly α) és un vehicle de llançament orbital de dues etapes d'un sol ús en desenvolupament per la companyia estatunidenca Firefly Aerospace.

## Disseny
Compta amb dues etapes amb un diàmetre d'1,82 m i una alçada conjunta de 29 m. L'estructura de les etapes i els seus dipòsits és de fibra de carboni, permetent un menor pes en comparació amb altres materials. La primera etapa és propulsada per 4 motors Reaver 1 i la segona per un sol motor Lightning 1, ambdós cremen RP-1 (un tipus de querosè) amb oxígen líquid per aconseguir l'impuls.

## Història operativa
El primer llançament del Firefly Alpha va ser el 3 de setembre de 2021, però no va arribar a l'espai degut a un problema amb la seva primera etapa. La segona missió va enlariar-se l'1 d'octubre de 2022, assolint un èxit parcial, ja que va arribar a l'espai però els 7 satèl·lits transportats es van situar a una òrbita menor a la desitjada. Degut a això la seva òrbita va decaure i van ser destruïts al cap de poc dies.

## Llocs de llançament
Firefly Aerospace utilitza la base aèria de Vandengerg a Califòrnia. Concretament des del complex de llançament SLC-2W, utilitzat anteriorment per al llançament de coets Thor-Agena i Delta II. També tenen previst operar des de Cape Canaveral Air Force Station.